# La Serra d’en Galceran

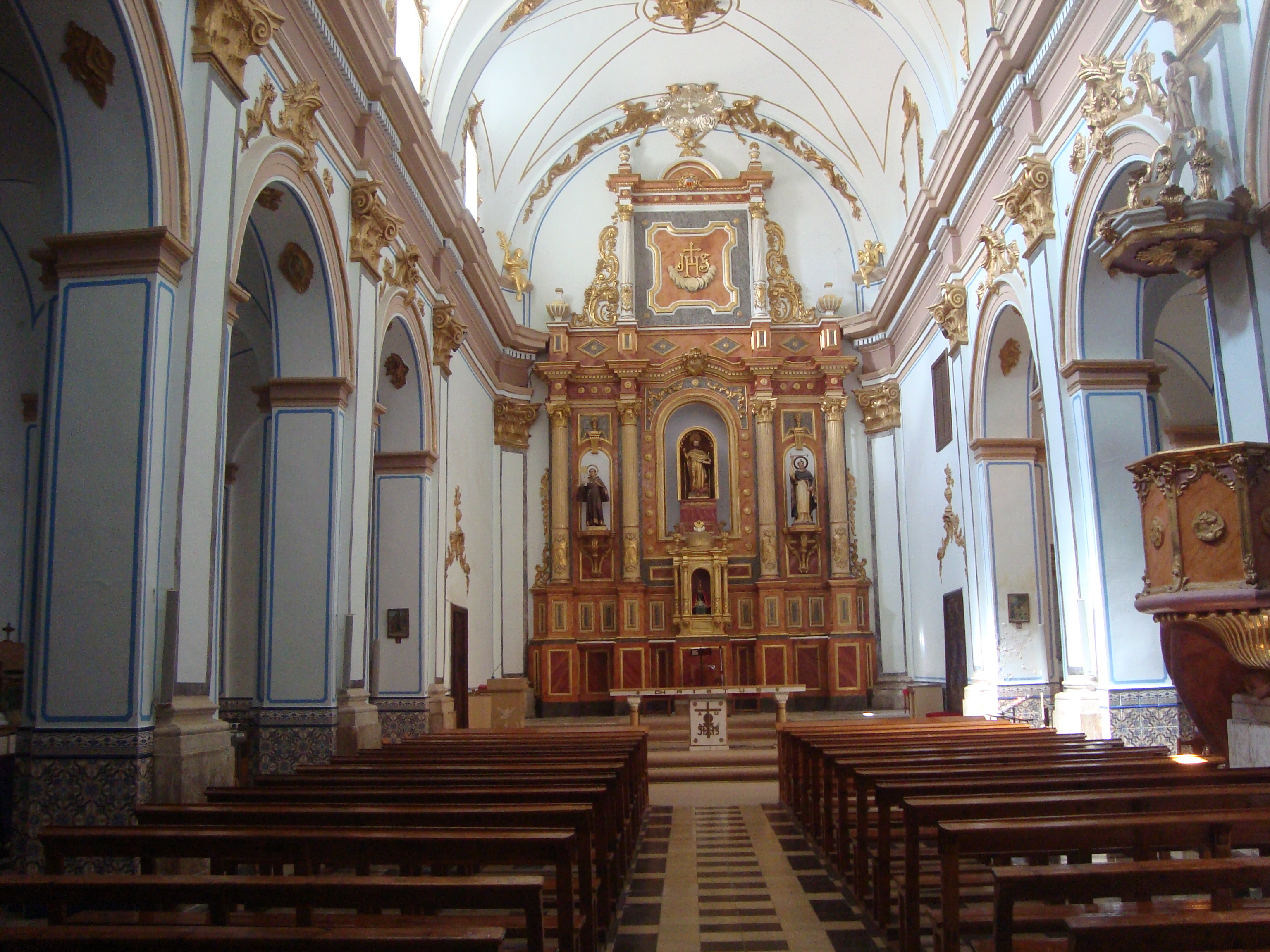
Plébániatemplom Szent Bertalan (La Serra d'en Galceran)

La Serra d’en Galceran település Spanyolországban, Castellón tartományban. La Serra d’en Galceran Albocàsser, Benlloch, Les Coves de Vinromà, Culla, Sarratella, Les Useres, Vall d'Alba és Vilanova d’Alcolea községekkel határos. Lakosainak száma 1043 fő (2024).

## Népesség
A település népessége az elmúlt években az alábbi módon változott:
| Lakosok száma | 1080 | 1073 | 1069 | 1039 | 1054 | 1031 | 1019 | 976  | 992  | 1043 |
|               | 2001 | 2004 | 2006 | 2009 | 2011 | 2014 | 2016 | 2019 | 2021 | 2024 |

## További információk

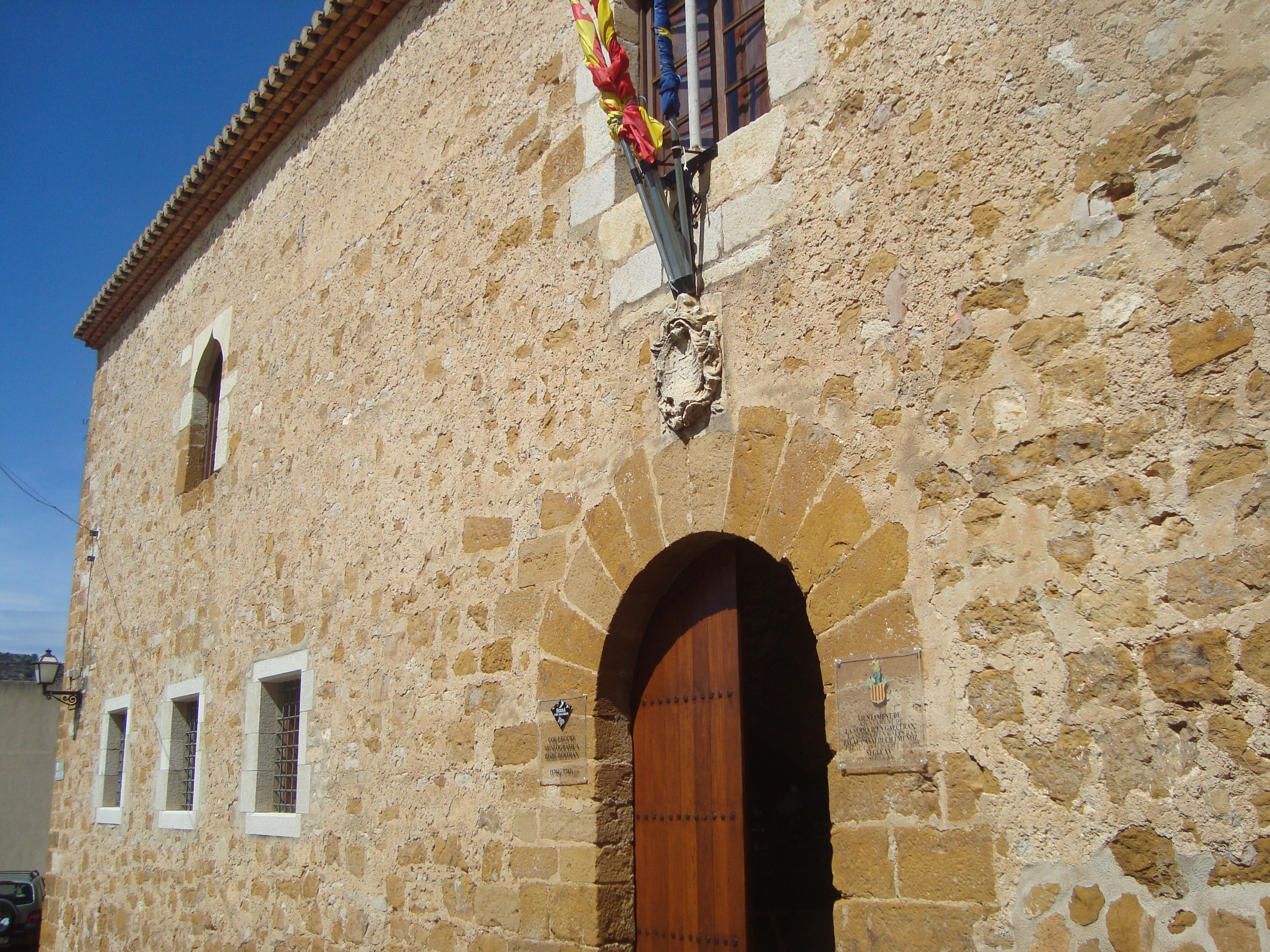
Serra d'en Garcerán

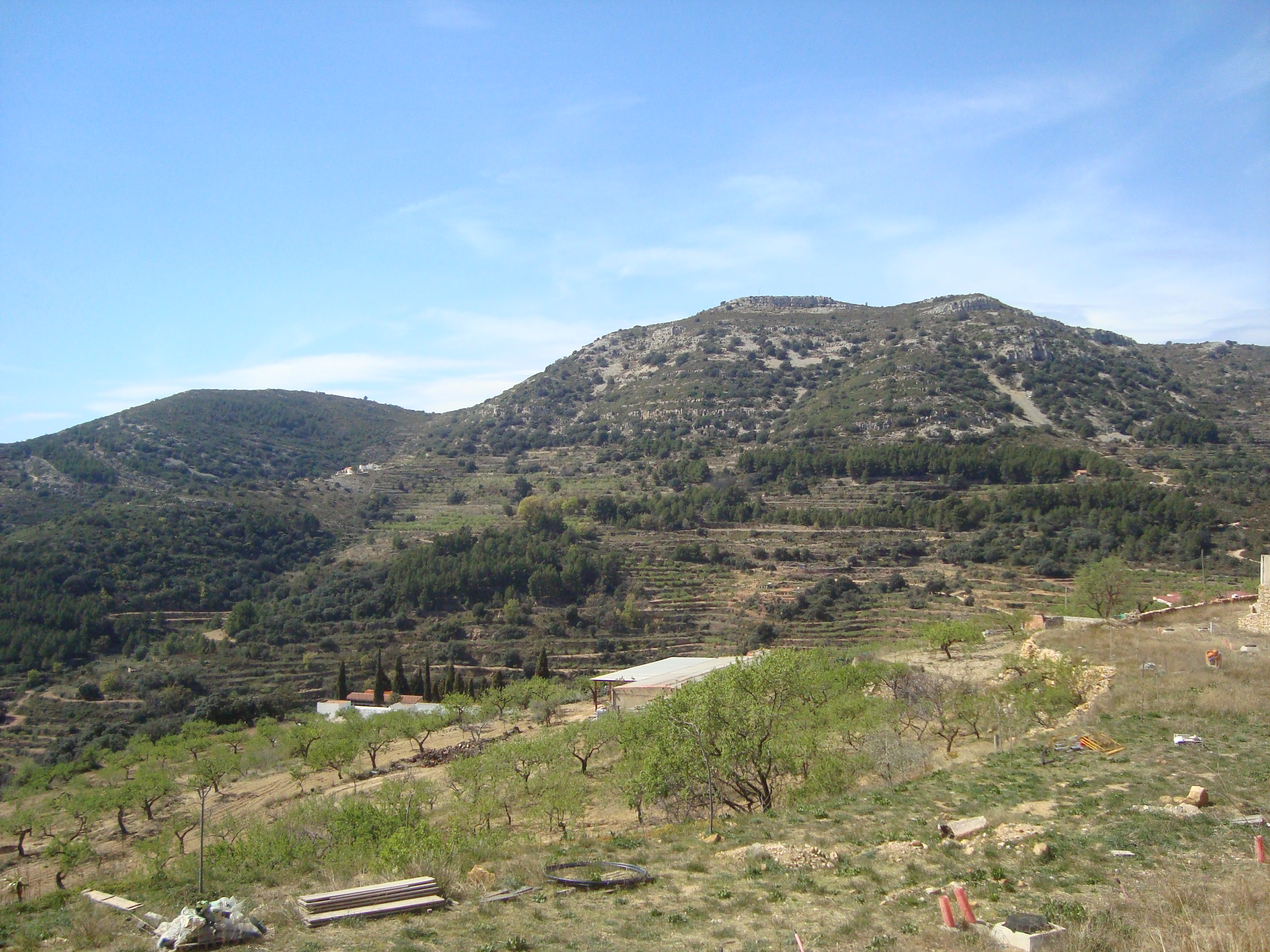
Serra d'en Garcerán

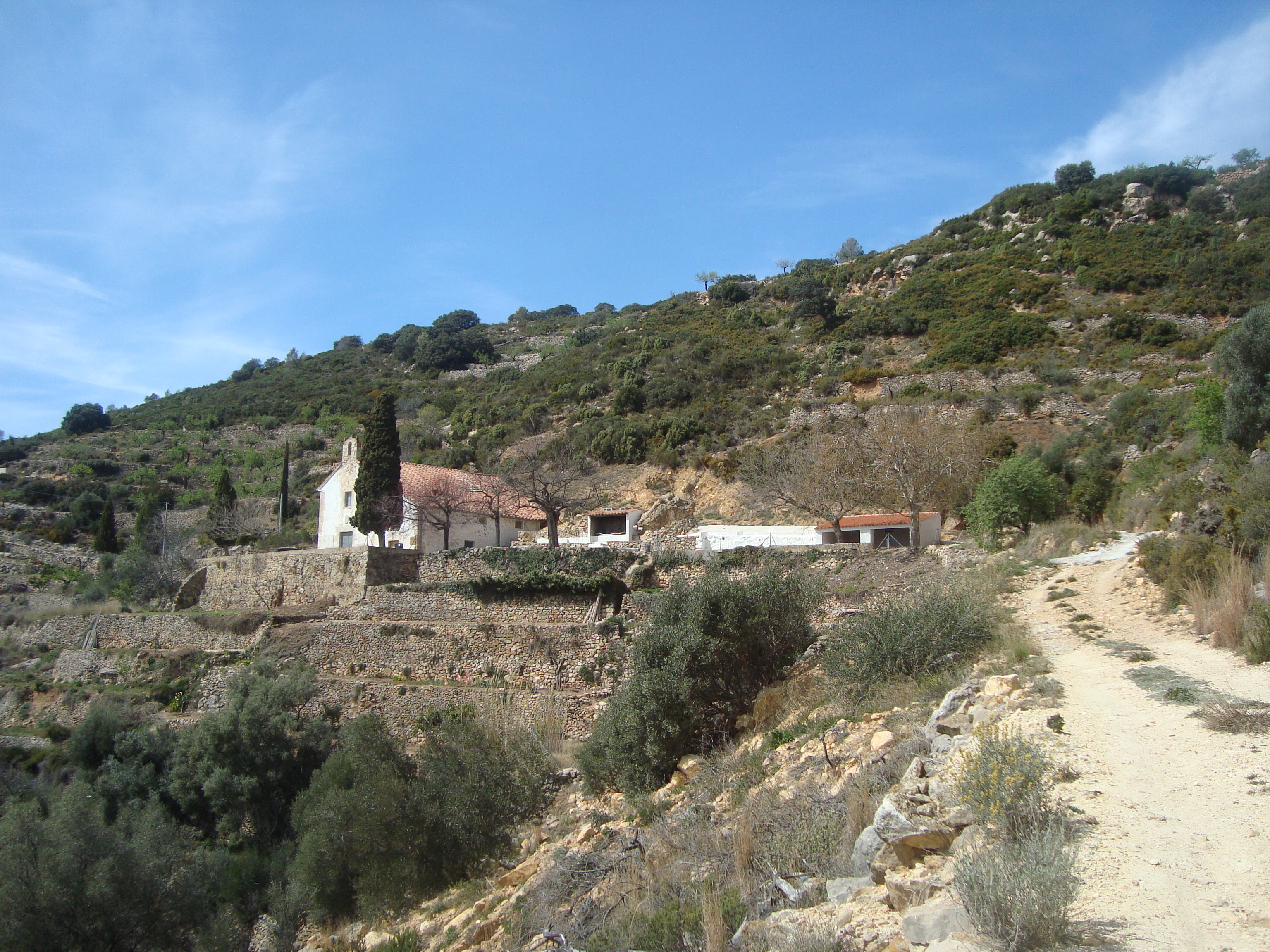
Ermita de San Miguel (Serra d'en Garcerán)